# 臺灣植物目錄
《臺灣植物目錄》（英語：A List of Plants of Formosa），作者川上瀧彌，1910年出版，為臺灣日治時期的一部臺灣植物物種目錄，一共記錄2,368種臺灣植物。本書為川上自1903年抵台以來，所從事之植物研究工作的調查成果；因此，臺灣植物學名被冠上「川上瀧彌」（Kawakami Hakiya）之名者，多達40餘種。